# Kata Shotokan

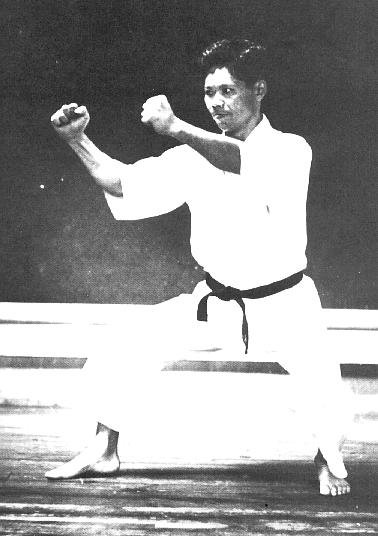
Gigo Funakoshi en position Kokutsu Dachi (jambes) et Chudan Kakiwake Uke (bras). En Shotokan, on retrouve cette position dans le kata Heian Yodan.

Les kata Shōtōkan sont les kata de karaté pratiqués au sein de l'école Shōtōkan-ryū. Ils ont été codifiés par le fondateur du style, Gichin Funakoshi, à partir de kata plus anciens. 
Le style Shōtōkan comporte officiellement 26 kata, dont cinq kata initiatiques (la série des Heian) et vingt-et-un kata supérieurs. Les plus représentatifs du style sont les cinq Heian, ainsi que Bassai Dai, Kanku Dai et Jion.

## Histoire

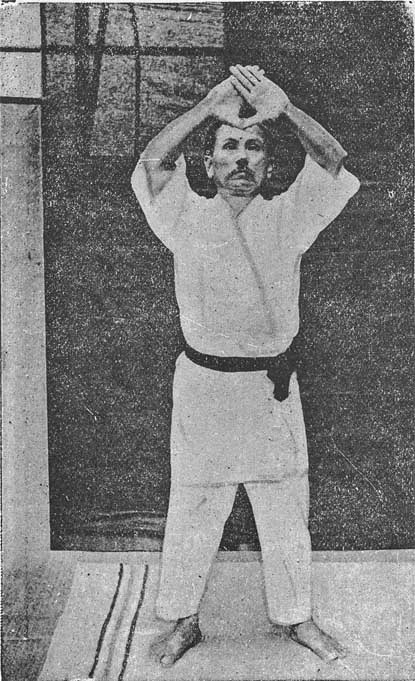
Gichin Funakoshi, fondateur du style Shōtōkan, exécutant le premier mouvement du kata Kanku Dai.

Comme tous les kata de karaté, les kata Shōtōkan sont les héritiers d'une généalogie ancienne, remontant probablement jusqu'à l'influence des arts martiaux chinois via le karaté né sur l'île d'Okinawa.
C'est en 1936 que les kata Shōtōkan sont formalisés par Gichin Funakoshi au moment où il fonde officiellement le style Shōtōkan. Il les élabore à partir de kata traditionnels plus anciens des styles Shorei-ryū et Shorin-ryū, lesquels constituent en quelque sorte des « ancêtres communs » qui expliquent la proximité entre les kata Shōtōkan et ceux d'autres styles de karaté.
À l'époque, Funakoshi entreprend de « japoniser » les noms des kata pour en faciliter l'adoption par les Japonais (alors qu'ils étaient auparavant étaient en okinawaïen). Cela explique que les kata Shōtōkan portent des noms différents des kata originels, contrairement à d'autres styles comme le Wadō-ryū qui ont conservé les noms anciens. Ainsi, en Shōtōkan, on utilise par exemple les noms Kanku Dai, Tekki et Gankaku au lieu des noms Kushanku, Naihanchi et Chintō.
Dans un souci de facilitation de l'enseignement du karaté, Funakoshi conserva également les cinq kata pédagogiques Pinan créés en 1905 par son maître Ankō Itosu, les modifiant légèrement et changeant là aussi leur nom, les renommant en Heian.
Au début du XXIe siècle, il existe de légères variantes au sein même du style Shōtōkan, qui ont été développées par les différents disciples de Funakoshi, notamment par les maîtres Taiji Kase et Hirokazu Kanazawa.

## Description

### Déroulement
Le déroulement d'un kata Shōtōkan est similaire au déroulement dans les autres styles (salut, position yoi, exécution). 

### Caractéristiques
À l'image du style Shōtōkan lui-même, les kata Shōtōkan travaillent des positions longues et profondes. L'accent est mis sur la stabilité, la puissance des mouvements et le renforcement des jambes. Les coups de poing sont directs et les coups de pied bas (niveau chūdan ou gedan). 
Les kata sont particulièrement longs, notamment les plus représentatifs du style, avec par exemple le kata Kanku Dai qui comporte 65 techniques.

Comme dans d'autres styles, la pratique du kata vise en Shōtōkan un travail de précision technique. Gichin Funakoshi exprime cette idée dans le 18ème de ses vingt préceptes :

« Recherchez la perfection en kata ; le combat réel est une autre affaire. »

— Gichin Funakoshi, Les 20 préceptes directeurs du karaté-do

### Analyses
On considère généralement que les kata Shōtōkan peuvent être classifiés en deux grandes tendances. D'une part ceux influencés par la tradition Shōrin-ryū, plutôt rapides et explosifs, et d'autre part ceux influencés par le Shōrei-ryū, qui se concentrent sur la puissance et le travail de respiration.
Le chercheur et psychiatre Clive Layton s'est intéressé aux caractéristiques des kata Shotokan en termes de psychomotricité. L'une de ses études montre que les mouvements offensifs (frappes, coups de pied) sont principalement exécutés par les membres droits, tandis que les défenses sont plutôt exécutées à gauche, démontrant un biais dans la latéralisation. Une autre étude constate que les mouvements de défense sont plus nombreux que les contre-attaques, tendant à renforcer l'idée que le karaté repose sur une philosophie de self-defense et de non-violence.

## Katainitiatiques
Le Shōtōkan comporte officiellement cinq kata initiatiques rassemblés dans la série des Heian. On enseigne cependant parfois aussi les kata Taikyoku, versions simplifiées qui ne sont toutefois pas toujours reconnus officiellement dans le style. Ces deux séries de kata ont été créés au début du XXe siècle dans un but pédagogique.

### Taikyoku
Les Taikyoku sont des kata simplifiés. Ils sont généralement enseignés aux jeunes enfants pour les initier à la pratique du kata.
Il existe trois kata Taikyoku :
- Taikyoku Shodan
- Taikyoku Nidan
- Taikyoku Sandan

### Heian
Les kata Heian (« paix et tranquillité » en japonais) sont les cinq kata fondateurs du style Shōtōkan. Ces kata dits éducatifs comprennent la plupart des techniques de base.
En France, l'apprentissage des cinq Heian est généralement associé au passage des cinq ceintures de couleur (jaune, orange, vert, bleu, marron).
Il existe cinq kata Heian :
- Heian Shodan
- Heian Nidan
- Heian Sandan
- Heian Yodan
- Heian Godan

## Katasupérieurs
Les kata supérieurs sont les kata historiques hérités du karaté okinawaien, souvent eux-mêmes issus de kata d'origine chinoise et pratiqués à l'origine dans une logique martiale. Aujourd'hui, ils sont essentiellement pratiqués par les karatékas avancés (à partir du 1er dan).

### Tekki
Les Tekki sont une série de trois kata supérieurs dont le nom signifie « monter à cheval ». Ils se démarquent par leur embusen très particulier, entièrement rectiligne, ainsi que par leur unique posture, le kiba-dachi (posture du cavalier). 
Il y a trois kata Tekki :
- Tekki Shodan
- Tekki Nidan
- Tekki Sandan

### Bassai
Bassai est une série de kata dont le nom signifie « traverser la forteresse ». La paternité du kata est généralement attribuée au maître Kōkan Oyadomari, du style Omari-te. C'est cependant Ankō Itosu, de l'école Shuri-te, qui créa la distinction avec Bassai Shō.
Il y a deux kata Bassai :
- Bassai Dai
- Bassai Shō

### Kanku
Pour les articles homonymes, voir Kanku.
Kanku signifie « regarder le ciel ». Il y a deux kata Kanku :
- Kanku Dai
- Kanku Shō

Kanku Dai est le plus long des kata en Shōtōkan, avec 65 mouvements.

### Jion, Jiin, Jitte
Jion, Jiin et Jitte sont trois kata supérieurs appartenant à une même famille provenant du style Tomari-te. Ils seraient arrivés au Japon après avoir été créés dans un temple bouddhiste chinois nommé Jionji (temple de Jion).
- Jion porte le nom du temple Jionji. L'une de ses particularités est la présence de la technique yoko-tsuki[3],[8], qu'on ne trouve dans aucun autre kata.
- Jiin signifie « amour du Bouddha »[9].
- Jitte signifie « 10 mains », sous-entendant un combat simultané contre 10 adversaires[3]. Il est assez court, avec seulement 27 mouvements.

### Empi
Empi signifie « le vol de l'hirondelle ». Il s'agit d'un kata semi-respiratoire, qui utilise des techniques rares telles que le tobi-komi (une attaque longue du poing arrière effectuée après un bond vers l'adversaire) et le tsukami-uke (une saisie par crochetage du poignet),.

### Hangetsu
Hangetsu signifie « demi-lune ». C'est le kata Shōtōkan qui comporte le plus de techniques respiratoires. Il donne son nom à la posture hangetsu-dachi.

### Gankaku, Chinte
Gankaku (originellement nommé Chintō) et Chinte sont deux kata supérieurs appartenant à la même famille et inspirés style Tomari-te ainsi que du Shuri-te et du Shōrei-ryu.
- Gankaku signifie « la grue sur le rocher »[10]. Sa particularité est la position debout sur une jambe, dite « posture de la grue » (tsuru-ashi-dachi)[3].
- Chinte signifie « main secrète ». Il s'effecture essentiellement mains ouvertes, et ne comporte qu'une seule technique de pieds.

### Sōchin
Sōchin signifie « la force tranquille ». Sa particularité est de s'appuyer presque exclusivement sur la position fudo-dachi, qu'on appelle d'ailleurs parfois sōchin-dachi.

### Meikyō
Meikyō signifie « polir le miroir ». Ce kata possède un saut très particulier appelé sankaku tobi geri.

### Nijūshiho
Nijūshiho signifie « 24 pas ».

### Unsū
Unsū signifie « main en nuage ». Le kata comporte 37 mouvements.

### Wankan
Wankan signifie  « La couronne du roi ». C'est le plus court des kata Shōtōkan, avec 16 mouvements.

### Gojūshiho
Gojūshiho signifie « 54 pas ». Il y a deux kata Gojūshiho :
- Gojūshiho Dai
- Gojūshiho Shō

## Kataet grades
La connaissance de certains kata peut être requise pour le passage de certains grades, notamment les dan (grades) associés à la ceinture noire.

### Katarequis par la Fédération Française de Karaté
En France, c'est la Fédération Française de Karaté qui attribue les dan via un système d'examen où le kata est l'une des 6 épreuves obligatoires. Les kata requis pour chaque grade sont les suivants :
- 1er dan : Heian Shodan, Heian Nidan, Heian Sandan, Heian Yondan, Heian Godan, Tekki Shodan.
- 2ème dan : Bassai Dai, Empi, Jion, Hangetsu, Kanku Dai.
- 3ème dan : Gankaku, Jitte, Kanku Shō, Bassai Shō, Tekki Nidan.
- 4ème dan : Nijūshiho, Sōchin, Jiin, Unsū, Tekki Sandan.
- 5ème dan : Gojūshiho Dai, Gojūshiho Shō, Wankan, Meikyō, Chinte.